# Polyfosfazeen
Polyfosfazenen zijn polymeren waarvan de polymeerketens bestaan uit een opeenvolging van fosfor-stikstofbindingen, met organische substituenten op de fosforatomen:
```
  R
  |
[-P=N-]n
  |
  R'

```

R en R' zijn dezelfde of verschillende organische groepen, en n is een geheel getal (10 of meer).

## Synthese
Polyfosfazenen worden bereid worden uitgaande van de cyclische verbinding hexachloorfosfazeen, die bij verwarming polymeriseert via ringopening tot poly(dichloorfosfazeen):
```
  Cl
  |
[-P=N-]n
  |
  Cl

```

Dit is een rubberachtig, anorganisch polymeer, dat oplosbaar is in gangbare polaire organische oplosmiddelen zoals tetrahydrofuraan. Het is het basismateriaal waaruit andere oplosbare polyfosfazeenrubbers worden bereid door vervanging van de chlooratomen in een nucleofiele substitutiereactie. Een typische reactie is die met het natriumzout van een alcohol (ROH) waarmee het chloor vervangen wordt door een -OR-groep. Met amines (NHR1R2) vervangt men chloor door -NR1R2.

## Toepassingen
De organische groepen die op de fosforatomen zijn verbonden, bepalen de eigenschappen en de toepassingsmogelijkheden van polyfosfazeen.
- Polyfosfazenen met alkoxy- of aryloxygroepen (-OR) kan men gebruiken in doorlatende membranen voor de scheiding van gas- en vloeistofmengsels. Ze laten preferentieel zure gassen zoals CO2 en H2S door en laten toe om deze uit een mengsel met gasvormige koolwaterstoffen af te scheiden.[1]. Deze polymeren zijn rubberachtig met een lage glastemperatuur en hebben een goede thermische en chemische weerstand. Ze worden meestal aangebracht als een coating op een poreuze drager. Polyfosfazeen met gehalogeneerde alkoxy- of aryloxygroepen is geschikt voor de scheiding van polaire en niet-polaire gassen of vloeistoffen[2]. Een voorbeeld van een dergelijk polyfosfazeen is poly(bis-trifluorethoxy)fosfazeen, met als alkoxygroep -OCH2CF3 (afgeleid van 2,2,2-Trifluorethanol).

- Polyfosfazenen met aryloxygroepen kan men bij andere polymeren bijmengen om de vlamvertragende eigenschappen daarvan te verbeteren[3].

- Biodegradeerbare polyfosfazenen zijn bruikbaar in biomedische toepassingen, zoals de gecontroleerde toediening van geneesmiddelen of bij beenweefselregeneratie. Dergelijke polyfosfazenen hebben als zijgroepen enerzijds hydrofobe zijgroepen zoals p-methylfenoxy, en anderzijds alkylesters van aminozuren, bijvoorbeeld ethylglycinaat (ethylester van glycine) die de biodegradeerbaarheid verlenen aan het polymeer: het breekt in contact met water af tot onschadelijke reststoffen. De snelheid waarmee dit gebeurt hangt af van de relatieve hoeveelheid van beide soorten zijgroepen. Zulke polyfosfazenen kan men combineren met andere biodegradeerbare polymeren zoals polymelkzuur[4].